# Zuzanna Bronowska
Zuzanna Bronowska (ur. 20 czerwca 2001) – polska lekkoatletka, specjalizująca się w biegach średniodystansowych.
W 2017 zdobyła złoty medal olimpijskiego festiwalu młodzieży Europy w biegu na 800 metrów. Stawała na podium mistrzostw kraju w juniorskich kategoriach wiekowych.

## Osiągnięcia
| Rok  | Impreza                                     | Miejsce | Konkurencja   | Pozycja    | Wynik   |
| ---- | ------------------------------------------- | ------- | ------------- | ---------- | ------- |
| 2017 | Olimpijski festiwal młodzieży Europy (EYOF) | Győr    | bieg na 800 m | 1. miejsce | 2:08,07 |
| 2019 | Mistrzostwa Europy juniorów                 | Borås   | bieg na 800 m | półfinał   | 2:07,30 |

## Rekordy życiowe
- Bieg na 800 metrów – 2:06,85 (2019)
- Bieg na 600 metrów (hala) – 1:31,51 (2018) rekord Polski U-18[1]